# Константин Всеволодович
Константи́н Все́володович (18 мая 1185 — 2 февраля 1218) — князь Новгородский (1205—1208), князь Ростовский (1208—1216), Великий князь Владимирский (1216—1218). Старинные историографы награждали его эпитетами «Мудрый» и «Добрый».

## Биография
Старший сын Великого князя Владимирского Всеволода Юрьевича Большое Гнездо и аланской княжны Марии Ясыни, причисленной к лику святых как преподобная княгиня Мария Владимирская (Ясыня). Уже на десятом году отец женил его во Владимире на дочери князя Смоленского Мстислава Романовича Марии (в иночестве — Агафья, ум. 24 января 1220). До 1205 года он находился при отце, присутствуя, как представитель последнего, при освящении церквей во Владимире и участвуя в 1198 году в походе к Дону на половцев. В конце 1190-х годов недолго княжил в Переяславле-Южном.
В марте 1205 года был послан отцом на княжение в Новгород на место брата его Святослава, где пробыл до начала 1208 года, но большую часть времени проводил не в Новгороде, а во Владимире и в Ростове. Тогда же он, собрав новгородцев, псковитян, ладожан и новоторжцев, прибыл с ними к Москве для оказания помощи отцу в походе на Рязань и в осаде Пронска.
Спустя некоторое время, отец дал ему в удел Ростов и в придачу к нему ещё пять городов: Ярославль, Белоозеро, Мологу, Углич и Великий Устюг. В его отсутствие в 1211 году выгорел почти весь Ростов, и он, узнав об этом, немедленно возвратился в него из Владимира, куда ездил для свидания с отцом. Как уроженец Ростова и человек, долго живший там, он завязал со своей родиной не только нравственную связь, но проникся и её политическими идеалами, добиваясь как старшинства Ростова перед Владимиром, так и политической неделимости всей Ростово-Суздальской земли. Между тем новгородцы приняли к себе на княжение князя торопецкого Мстислава; вследствие этого Константин с братьями выступил к Торжку против Новгорода. Дело, однако, окончилось без кровопролития.
В 1211 году, когда отец его «нача изнемогати», он послал в Ростов за князем Константином, с тем, чтобы «благословить» его великим княжеством Владимирским, а Ростов передать его брату Юрию. Князь Константин отказался ехать во Владимир и передать Ростов, доказывая, что он, как старший сын, имеет право на всё великое княжество. После троекратного приглашения Всеволод призвал к себе епископа Иоанна, духовных и мирян всех чинов и состояний и заставил их присягнуть Юрию, как своему преемнику в великокняжеском достоинстве, завещал ему Владимир и Суздаль, а Константину — Ростов и Ярославль.

### Борьба за власть
В 1212 году Всеволод скончался и между братьями возгорелась борьба; младшие их братья переходили на сторону то одного, то другого из старших братьев. Константин, опираясь на право старшего в роду, начал добиваться великого княжения, и Юрий, желая покончить миром, уступал ему Владимир, а себе просил Ростов, но Константин не соглашался, желая взять себе и Ростов и Владимир, а Юрия отправить в Суздаль. На съезде в Юрьеве Константин и Юрий примирились, но в 1213 году Константин опять задумал идти на Юрия, который, однако, предупредил его, сам подошёл к Ростову, пожёг здесь множество селений, но кровопролитная битва на реке Ишне окончилась безрезультатно; вскоре братья заключили мир, но в 1216 году опять начали борьбу. В 1215 году Ярослав Всеволодович выступил против Новгорода за то, что последний принял к себе на княжение Мстислава Удалого; Константин сначала принял сторону брата, но потом Мстислав привлёк его на свою сторону обещанием доставить ему великокняжеский стол. Битва произошла на берегах реки Липицы: Ярослав и Юрий бежали, а Константин торжественно вошёл во Владимир, привёл жителей ко кресту, примирил Ярослава с Мстиславом, Юрию дал Городец Радилов на Волге.

### Великое княжение

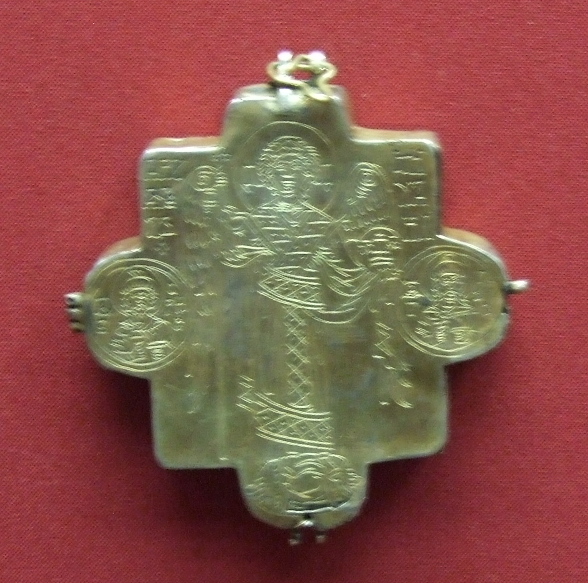
Ковчег-мощевик серебряный, золоченый, в форме квадрифолия с резными изображениями архангела Михаила, святых Николая, Бориса и Глеба. Внутри ковчега-мощевика размещался ещё один меньшего размера. По предположению исследователей, во внутреннем ковчежце могли находиться святыни, привезенные в 1218 году из Константинополя великому князю Константину Всеволодовичу.

Сделавшись великим князем Владимирским, он не порывал, однако, связей с Ростовом, проводя здесь большую часть времени, заложив соборную церковь и оставив после себя много других памятников, и, между прочим, библиотеку, которая продолжала увеличиваться при сыне его Васильке. Летописцы называют Константина «блаженным», украшенным «всеми добрыми нравы», не помрачившим ума своего «пустошною славою прелестного света сего», «вторым Соломоном»; передают, что он «весь ум свой впери» в «нестареющую бесконечную жизнь», которую и «улучи своими милостынями и великим беззлобием», указывают на его правдивость, щедрость, кротость и смирение, на его заботы о создании «прекрасных Божиих церквей», которые он украшал «чудными» иконами и снабжал книгами, хвалят его, что он «чтил паче меры иерейский и мнишеский чин» и прочее. Константин удостоился прозвища «Мудрый»: он владел несколькими языками, любил книги «паче всякого имения» и собирал, «не щадя состояния» (в его библиотеке только греческих рукописей насчитывалось больше тысячи), ценил искусство, держал при себе «учёных мужей», занимавшихся переводами с иноязычных текстов.
Князь Константин имел троих сыновей: Василька, Всеволода и Владимира. В 1217 году, Константин, чувствуя скорую смерть и боясь за судьбу малолетних детей, призвал брата Юрия из Городца, одарил многими дарами и назначил ему, после своей смерти, Владимир, а пока отдал Суздаль, заставив поклясться, что будет отцом для племянников, отдав Ростов — Васильку, Ярославль — Всеволоду, а Углич — Владимиру. Скончался князь Константин 2 февраля 1218 года, вызвав всеобщую печаль в народе; летопись так говорит: «плакали плачем великим, — бояре, како заступники земли их, слуги, как о кормителе и господине, убогие и чернецы, как о своем утешении и одеянии наготы их».

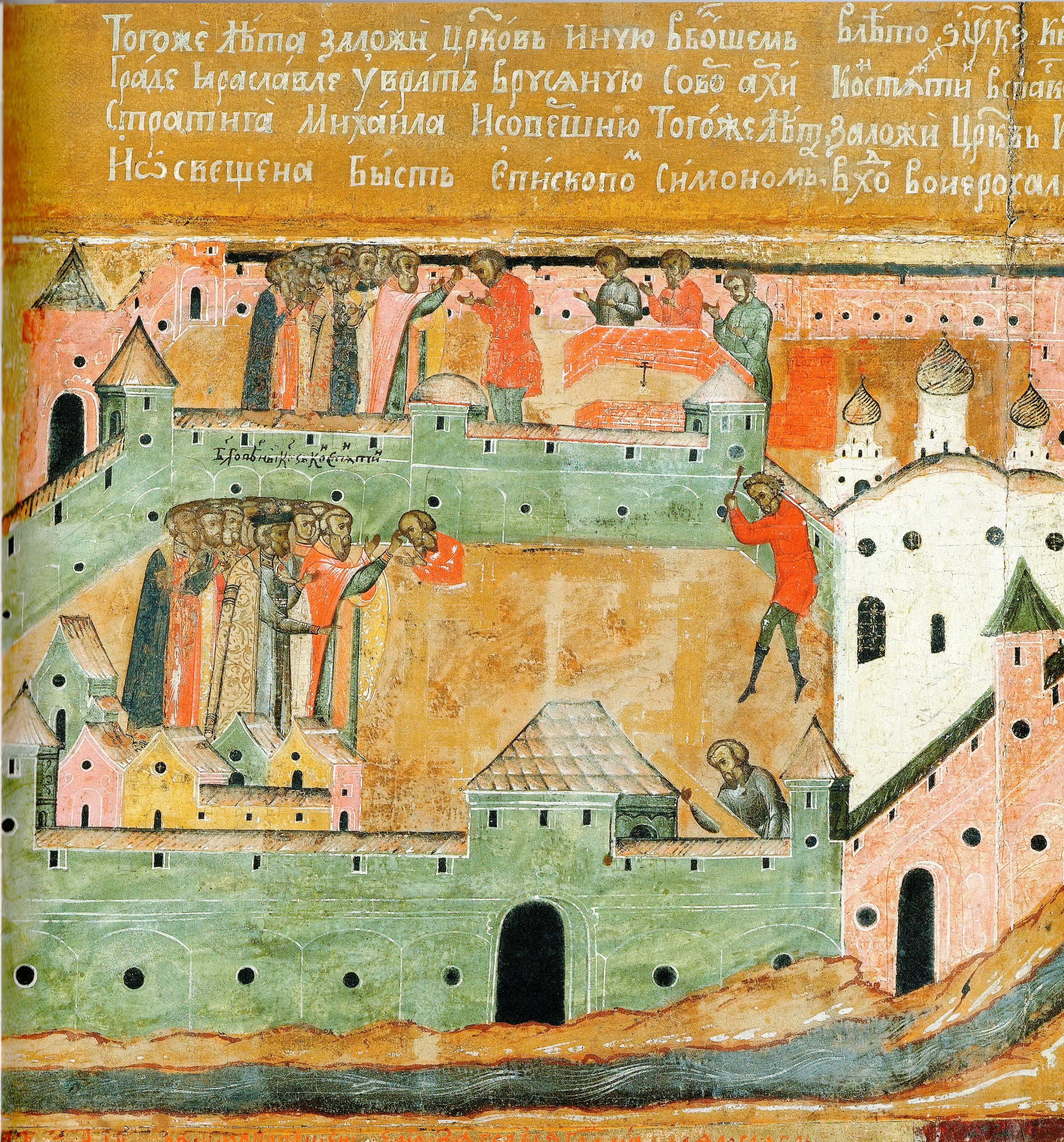
Князь Константин Всеволодович закладывает церковь Михаила Архангела и церковь Входа в Иерусалим в Ярославле, 1640-е

## Культурная деятельность
Поскольку князь Константин долгое время жил в Ярославле, некоторые учёные предполагают, что он мог приложить руку к созданию ярославских летописей. Но, к сожалению, эти памятники, если и существовали, то не сохранились.
Князю Константину приписывали основание Григорьевского затвора в стенах ярославского Спасского монастыря как учебного заведения. Таким образом, Григорьевский затвор, возможно, являлся первым учебным заведением на Северо-Востоке Руси. Считалось, что Константин перевел духовное училище в Ростов в 1214 году, предположительно оно разместилось на территории нынешнего митрополичьего сада в Ростовском кремле. Однако эта гипотеза оспаривается историками.

## Семья
Жена: с 1196 года Мария (в иночестве Агафья) (ум. 24 января 1220), дочь смоленского князя Мстислава Романовича Старого.
Дети:
- Василько Константинович (1208—1238) удельный князь Ростовский с 1218 года.
- Всеволод Константинович (1210—1238) — 1-й удельный князь Ярославский с 1218 года.
- Владимир Константинович (1214—1249) — 1-й удельный князь Углицкий с 1218 года.

## Предки
|  |                                    |  |  |  |  |  |  |  |  |  |  |  |  |  |  |  |
|  | Всеволод Ярославич                 |  |  |  |  |  |  |  |  |  |  |  |  |  |  |  |
|  |                                    |  |  |  |  |  |  |  |  |  |  |  |  |  |  |  |
|  |                                    |  |  |  |  |  |  |  |  |  |  |  |  |  |  |  |
|  | Владимир Всеволодович Мономах      |  |  |  |  |  |  |  |  |  |  |  |  |  |  |  |
|  |                                    |  |  |  |  |  |  |  |  |  |  |  |  |  |  |  |
|  |                                    |  |  |  |  |  |  |  |  |  |  |  |  |  |  |  |
|  | Мономахиня                         |  |  |  |  |  |  |  |  |  |  |  |  |  |  |  |
|  |                                    |  |  |  |  |  |  |  |  |  |  |  |  |  |  |  |
|  |                                    |  |  |  |  |  |  |  |  |  |  |  |  |  |  |  |
|  | Юрий Владимирович Долгорукий       |  |  |  |  |  |  |  |  |  |  |  |  |  |  |  |
|  |                                    |  |  |  |  |  |  |  |  |  |  |  |  |  |  |  |
|  |                                    |  |  |  |  |  |  |  |  |  |  |  |  |  |  |  |
|  | Ефимия                             |  |  |  |  |  |  |  |  |  |  |  |  |  |  |  |
|  |                                    |  |  |  |  |  |  |  |  |  |  |  |  |  |  |  |
|  |                                    |  |  |  |  |  |  |  |  |  |  |  |  |  |  |  |
|  | Всеволод Юрьевич Большое Гнездо    |  |  |  |  |  |  |  |  |  |  |  |  |  |  |  |
|  |                                    |  |  |  |  |  |  |  |  |  |  |  |  |  |  |  |
|  |                                    |  |  |  |  |  |  |  |  |  |  |  |  |  |  |  |
|  | Константин Всеволодович Ростовский |  |  |  |  |  |  |  |  |  |  |  |  |  |  |  |
|  |                                    |  |  |  |  |  |  |  |  |  |  |  |  |  |  |  |
|  |                                    |  |  |  |  |  |  |  |  |  |  |  |  |  |  |  |
|  | Мария Шварновна, княжна ясская     |  |  |  |  |  |  |  |  |  |  |  |  |  |  |  |
|  |                                    |  |  |  |  |  |  |  |  |  |  |  |  |  |  |  |
|  |                                    |  |  |  |  |  |  |  |  |  |  |  |  |  |  |  |

## Миниатюры с изображением князя

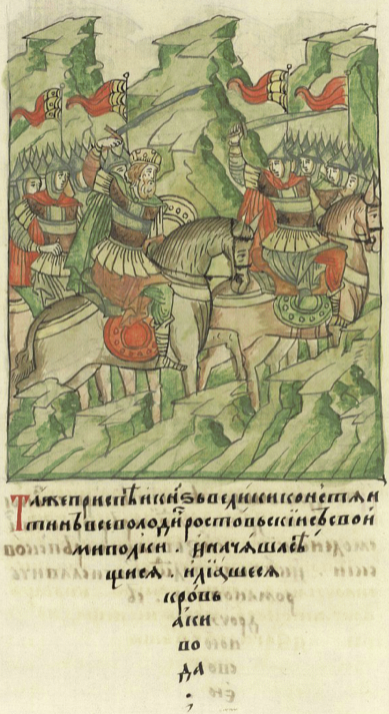
Константин I Добрый в битве при Липице 1216 года.
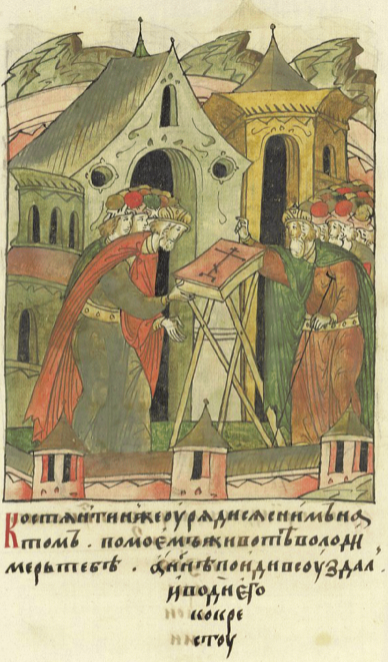
Юрий II целует крест Константину I Доброму.
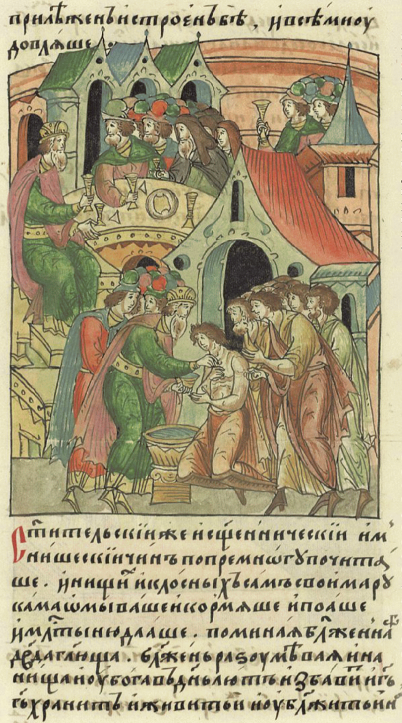
Добросердечие князя Константина Всеволодовича.
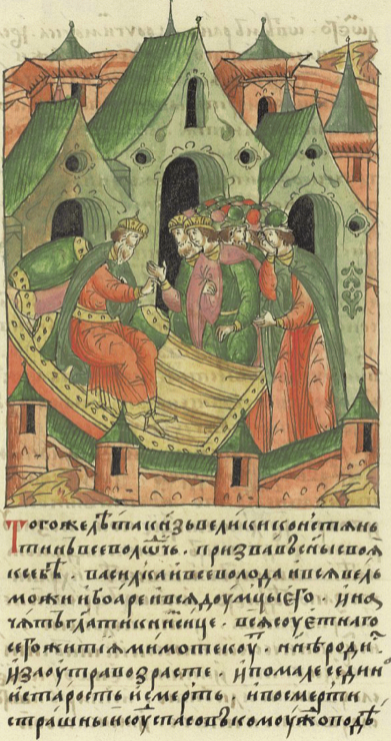
Константин Добрый на смертном одре призывает своих сыновей и вельмож.